# Cornelis Steenblok
 Cornelis Steenblok (Nieuwdorp, 4 mei 1894 - Gouda, 29 december 1966) was een Nederlandse predikant, theoloog en stichter van Gereformeerde Gemeenten in Nederland.

## Leven en werk
Steenblok was een zoon van de timmerman Nicolaas Steenblok en van Elisabeth de Ruiter. Hij begon zijn loopbaan als timmerman en werkte daarna in het boerenbedrijf. Na alsnog het gymnasium te hebben gevolgd studeerde hij theologie aan de Theologische Hogeschool Kampen. Van 1926 tot 1935 was hij predikant te Lopik. Hij promoveerde in 1941 aan de Vrije Universiteit te Amsterdam op een proefschrift over Voetius en de sabbat. Na negen jaar predikant geweest te zijn in Lopik ging hij, vanwege een meningsverschil over de leer, met emeritaat. Uiteindelijk verliet hij in 1942 de Gereformeerde Kerk en sloot zich in 1943 aan bij de Gereformeerde Gemeenten. Hij werd docent bij de theologische opleiding van deze kerk in Rotterdam. In 1953 werd hij als docent ontslagen vanwege "de eenzijdigheid van zijn onderwijs". Samen met drie predikanten trad Steenblok uit de kerk en vormde een nieuw kerkgenootschap de Gereformeerde Gemeenten in Nederland. De kern van het bezwaar van Steenblok was dat naar zijn visie "de prediking van de ellende en van de doodsstaat voorop staat" en pas daarna de weg van eeuwige ontkoming en verlossing verkondigd kan worden. Hij wees de opvatting af, dat het "aanbod van genade" voorop gesteld zou mogen worden. Volgens Steenblok was Gods aanbod van genade uitsluitend bestemd voor hen die uitverkoren waren.
Steenblok stichtte in Gouda een eigen Theologische School. Hij was hoofdredacteur van het wekelijks uitgegeven periodiek De Wachter Sions. Ook was hij de eerste voorzitter van de Stichting tot Handhaving van de Statenvertaling. In 1964 schreef hij samen met enkele collega's een brief aan koningin Juliana waarin hij, namens de Gereformeerde Gemeenten in Nederland bezwaar aantekende tegen de overgang van prinses Irene naar de Rooms-Katholieke Kerk. In 1964 werd Steenblok ook in de Gereformeerde Gemeenten in Nederland het docentschap ontnomen vanwege zijn bevestiging van A. Breeman tot predikant. 
Steenblok was in 1946 getrouwd met Adriana Christina van de Slikke. Hij overleed in 1966 op 72-jarige leeftijd te Gouda. Veel van zijn theologische werk werd postuum uitgegeven.

## Dr. C. Steenblokbibliotheek
Na het overlijden van Steenblok werd zijn omvangrijke bibliotheek ondergebracht in de zogenaamde Dr C. Steenblokbibliotheek. Deze bibliotheek, die inmiddels 7000 titels bevat, is sinds 1977 ondergebracht in Huize Winterdijk in Gouda. Beheerders van de bibliotheek zijn Bart Jan Spruyt en Johan van Berkum.
- Biografisch Portaal: 14461279
- International Standard Name Identifier: 0000 0003 8526 4146
- Library of Congress Control Number: n2010067162
- Nederlandse Thesaurus van Auteursnamen: 072382716
- Virtual International Authority File: 136793613
- WorldCat: E39PBJkT86XtJwv6YW3mHWcByd